# Gloria (U2)
Gloria è un singolo del gruppo musicale irlandese U2, pubblicato il 3 luglio 1981 come primo estratto dal secondo album in studio October.

## Descrizione
È la prima canzone degli U2 che ha per oggetto un tema religioso, a preludio di un album, October, che toccherà vari aspetti della spiritualità, tanto da punti di vista intimi quanto talvolta condivisi con la tradizione delle sacre scritture. Bono, in un'intervista, dichiara come stesse vivendo un periodo di crisi artistica e gli venne spontaneo scrivere il testo di una preghiera. Nel testo del brano è presente un verso in latino che, pur richiamando l'omonimo inno cristiano, si ispira in realtà ai salmi biblici di Davide 30-31; 32-33; 50-51. In un primo momento Gloria non riscosse particolare successo, ma in seguito l'apprezzamento, da parte dei fan, del singolo crescerà gradualmente, grazie anche alla versione dal vivo registrata al Red Rocks Amphitheatre di Denver in Colorado nel 1983 ed immortalata nell'album Under a Blood Red Sky.
Sul lato B è presente una versione di I Will Follow registrata dal vivo al Paradise Theatre di Boston nel marzo del 1981.

## Tracce
Testi e musiche degli U2.
- Lato A

1. Gloria (Album Version) – 4:11

- Lato B

1. I Will Follow (Live Version) – 3:47

## Formazione
- Bono – voce
- The Edge – chitarra, pianoforte
- Adam Clayton – basso
- Larry – batteria

## Classifiche
| Classifica(1981) | Posizione massia |
| ---------------- | ---------------- |
| Irlanda          | 10               |
| Regno Unito      | 55               |